# Лукейния (гора)
Лукейния (англ. Mount Lucania) — третья по высоте гора в Канаде. Находится на юго-западе Канадской территории Юкон в горах Святого Ильи.
Высота вершины 5226 м, относительная высота 3046 метров. Расположена в 29 км восточнее границы с Аляской и в 50 км к северу от горы Логан. Соединена с соседним пиком Стил высокой седловиной. Своё название получила от герцога Абруцци, который увидел её с горы Святого Ильи в 1897 году и назвал в честь древней страны (а позже исторической области) в южной Италии.
Первое восхождение совершили Брэдфорд Уошберн и Боб Бейтс 9 июля 1937 года. Второе восхождение осуществила группа во главе с Герри Роучем в 1967 году.